# Bisbat de San Diego

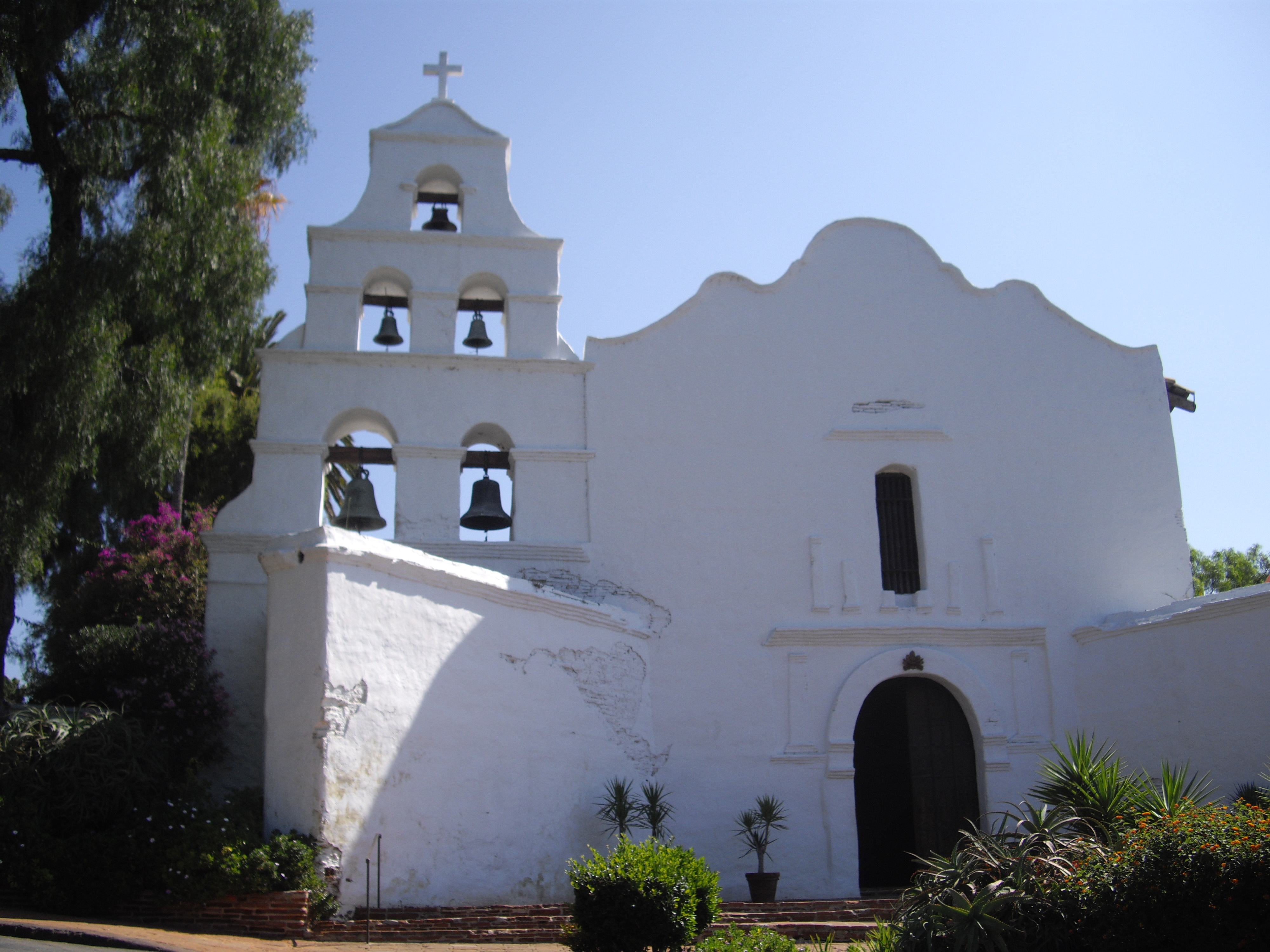
L'església de la missió de San Diego

El bisbat de San Diego (anglès:  Roman Catholic Diocese of San Diego); llatí: Dioecesis Sancti Didaci) és una seu de l'Església catòlica als Estats Units, sufragània de l'arquebisbat de Los Angeles, pertanyent a la regió eclesiàstica XI (CA, HI, NV).
Al 2020 tenia 1.400.677 batejats d'un total de 3.525.191 habitants. Actualment està regida pel bisbe cardenal Robert Walter McElroy.

## Territori
La diòcesi comprèn els comtats de San Diego i Imperial, a la Califòrnia meridional. La seu episcopal és la ciutat de San Diego, on es troba la catedral de Sant Josep. El territori s'estén sobre 22.942 km² i està dividit en 97 parròquies.

## Història
Les primeres esglésies catòliques romanes a l'actual territori de la diòcesi de San Diego van ser dues de les vint-i-una "Missions de Califòrnia" (Missió San Diego d'Alcalá i Missió San Luis Rei de França). L'àrea es va incloure per primera vegada en una diòcesi, erigida el 27 d'abril de 1840 amb la ciutat de San Diego convertint-se en la seu de la primera diòcesi californiana amb la creació de la Diòcesi d'Ambdues Califòrnies (amb servei a la totalitat de les províncies colonials mexicanes de Baixa Califòrnia i Alta Califòrnia). ; la seu, el 20 de novembre de 1849, fou traslladada a Monterey i després, a partir de 1859, a Los Angeles.
Després de la conquesta de l'Alta Califòrnia pels Estats Units, aquesta diòcesi es va dividir, amb la part nord-americana esdevenint la diòcesi de Monterey, més tard rebatejada com la diòcesi de Monterey-Los Angeles. El 1922, la diòcesi es va tornar a dividir, i la part sud es va convertir en la diòcesi de Los Angeles-San Diego.
L'actual diòcesi es va crear com a resultat de la divisió de la diòcesi de Los Angeles-San Diego. La diòcesi de San Diego es va establir l'11 de juliol de 1936, amb la butlla Ad Spiritianae del papa Pius XI, moment en què incloïa el comtat de San Diego, el comtat d'Imperial, el comtat de Riverside i el comtat de San Bernardino; la resta de l'antiga diòcesi es va convertir llavors en l'arxidiòcesi de Los Angeles.
El 25 de març de 1941, amb la carta apostòlica Quae christifidelium, el papa Pius XII va proclamar la Santíssima Mare de Déu, venerada amb el títol de Nostra Senyora del Refugi, i Sant Diego, patrons principals de la diòcesi.
El 1978, la Diòcesi de San Diego es va dividir, amb els comtats de Riverside i de San Bernardino esdevenint la diòcesi de San Bernardino.
Actualment, la Diòcesi de San Diego inclou 99 parròquies i 16 missions, al servei del comtat de San Diego i del comtat d'Imperial. A més, la diòcesi inclou 45 escoles elementals, 5 escoles secundàries i 2 universitats (Universitat de San Diego i Universitat Catòlica Joan Pau el Gran).

### Casos d'abús sexual del clergat
El 28 de febrer de 2007, la diòcesi va sol·licitar la protecció de la fallida després que la diòcesi no pogués arribar a un acord amb nombrosos demandants que demandaven per abusos sexuals per part del clergat. El 7 de setembre de 2007, la diòcesi va acceptar pagar 198,1 milions de dòlars per resoldre 144 reclamacions d' abús sexual infantil per part del clergat, el segon pagament més gran d'una diòcesi catòlica romana en la història dels Estats Units. Entre els perpetradors hi havia 48 sacerdots i un coordinador laic dels escolans. El setembre de 2018, vuit sacerdots més es van afegir a aquesta llista. El 17 de desembre de 2018, Juan Garcia Castillo, que exercia com a sacerdot a la parròquia de St. Patrick a Carlsbad, va ser condemnat per agressió sexual per tocar inadequadament un seminarista de la seva edat i comprar-li alcohol als restaurants locals d'un BJ a Carlsbad, Califòrnia. on ell i el seminarista, juntament amb un altre seminarista estaven sopant.
L'11 de desembre de 2019, es va anunciar que quatre víctimes de l'abusador sexual condemnat, i ara mort, Anthony Edward Rodrigue demandarien la Diòcesi de San Diego. La seva demanda va començar el 2 de gener de 2020, juntament amb 5 demandes dirigides a 5 sacerdots més acusats d'abús i violació de menors. A causa de totes aquestes denúncies més recents, la Diòcesi de San Diego i altres 5 diòcesis de Califòrnia van establir el 2019 un fons per a les víctimes d'abús sexual del clergat; al setembre de 2021, aquest programa de compensació ja havia pagat 24 milions de dòlars més en reclamacions.

## Cronologia episcopal
- Charles Francis Buddy † (31 d'octubre de 1936 - 5 de març de 1966 mort)
- Francis James Furey † (5 de març de 1966 - 23 de maig de 1969 nomenat arquebisbe de San Antonio)
- Leo Thomas Maher † (22 d'agost de 1969 - 10 de juliol de 1990 jubilat)
- Robert Henry Brom † (10 de juliol de 1990 - 18 de setembre de 2013 jubilat)
- Cirilo Flores † (18 de setembre de 2013 s - 6 de setembre de 2014 mort)
- Robert Walter McElroy, des del 3 de març de 2015

## Estadístiques
A finals del 2020, la diòcesi tenia 1.400.677 batejats sobre una població de 3.525.191 persones, equivalent al 39,7% del total.
| any  | població  | població  | població | sacerdots | sacerdots       | sacerdots       | sacerdots             | diàques | religiosos | religiosos | parroquies |
| ---- | --------- | --------- | -------- | --------- | --------------- | --------------- | --------------------- | ------- | ---------- | ---------- | ---------- |
| any  | batejats  | total     | %        | total     | clergat secular | clergat regular | batejats por sacerdot | diàques | homes      | dones      |            |
| 1950 | 161.000   | 1.048.761 | 15,4     | 290       | 204             | 86              | 555                   |         | 86         | 440        | 163        |
| 1966 | 328.908   | 2.541.910 | 12,9     | 498       | 375             | 123             | 660                   |         | 313        | 1.033      | 302        |
| 1970 | 659.925   | 2.639.700 | 25,0     | 512       | 437             | 75              | 1.288                 |         | 135        | 920        | 162        |
| 1976 | 567.326   | 2.904.897 | 19,5     | 457       | 363             | 94              | 1.241                 | 16      | 143        | 722        | 174        |
| 1980 | 345.000   | 1.851.350 | 18,6     | 295       | 228             | 67              | 1.169                 | 33      | 83         | 505        | 87         |
| 1990 | 474.186   | 2.493.200 | 19,0     | 348       | 258             | 90              | 1.362                 | 75      | 119        | 422        | 99         |
| 1999 | 776.093   | 2.866.727 | 27,1     | 303       | 208             | 95              | 2.561                 | 82      | 22         | 354        | 98         |
| 2000 | 836.997   | 2.965.528 | 28,2     | 380       | 282             | 98              | 2.202                 | 93      | 123        | 351        | 98         |
| 2001 | 896.105   | 3.056.800 | 29,3     | 381       | 277             | 104             | 2.351                 | 104     | 128        | 355        | 98         |
| 2002 | 901.172   | 2.956.195 | 30,5     | 372       | 270             | 102             | 2.422                 | 103     | 126        | 345        | 98         |
| 2003 | 919.195   | 3.116.335 | 29,5     | 347       | 249             | 98              | 2.648                 | 102     | 121        | 310        | 98         |
| 2004 | 930.379   | 3.041.195 | 30,6     | 330       | 234             | 96              | 2.819                 | 106     | 117        | 321        | 98         |
| 2010 | 981.211   | 3.118.990 | 31,5     | 319       | 236             | 83              | 3.075                 | 114     | 113        | 271        | 99         |
| 2014 | 982.183   | 3.124.081 | 31,4     | 300       | 215             | 85              | 3.273                 | 147     | 108        | 229        | 98         |
| 2017 | 1.389.000 | 3.479.712 | 39,9     | 302       | 212             | 90              | 4.599                 | 148     | 124        | 194        | 98         |
| 2020 | 1.400.677 | 3.525.191 | 39,7     | 285       | 202             | 83              | 4.914                 | 147     | 113        | 194        | 97         |